# Yongsan-gu
Yongsan-gu (Hangul: 용산구; Hanja: 龍山區; Hán-Việt: Long Sơn khu) là một quận (gu) của thủ đô Seoul, Hàn Quốc. Quận này có diện tích 21,87 km², dân số 239.135 người. Quận được chia ra thành 19 phường (dong) hành chính. Yongsang nằm ở bờ bắc của sông Hán.

## Các đơn vị hành chính
| Phường            | Phường    | Phường   | Diện tích (km2) | Mật độ  | Mật độ (người) |
| Tiếng Anh         | Hangul    | Hanja    | Diện tích (km2) | Mật độ  | Mật độ (người) |
| ----------------- | --------- | -------- | --------------- | ------- | -------------- |
| Huam-dong         | 후암동    | 厚岩洞   | 0.86            | 8,532   | 18,861         |
| Yongsan 2 ga-dong | 용산2가동 | 龍山洞   | 1.96            | 5,539   | 12,225         |
| Namyeong-dong     | 남영동    | 南營洞   | 1.19            | 5,445   | 8,481          |
| Cheongpa-dong     | 청파동    | 靑坡洞   | 0.91            | 10,573  | 21,110         |
| Wonhyoro 1-dong   | 원효로1동 | 元曉路洞 | 0.7             | 7,180   | 15,764         |
| Wonhyoro 2-dong   | 원효로2동 | 元曉路洞 | 0.7             | 6,014   | 15,149         |
| Hyochang-dong     | 효창동    | 孝昌洞   | 0.43            | 3,734   | 9,117          |
| Yongmun-dong      | 용문동    | 龍門洞   | 0.28            | 5,337   | 12,834         |
| Hangangno-dong    | 한강로동  | 漢江路洞 | 2.87            | 9,347   | 18,927         |
| Ichon 1-dong      | 이촌1동   | 二村洞   | 2.86            | 10,127  | 29,077         |
| Ichon 2-dong      | 이촌2동   | 二村洞   | 1.22            | 3,857   | 9,236          |
| Itaewon 1-dong    | 이태원1동 | 梨泰院洞 | 0.57            | 3,869   | 8,789          |
| Itaewon 2-dong    | 이태원2동 | 梨泰院洞 | 0.8             | 4,906   | 10,989         |
| Hannam-dong       | 한남동    | 漢南洞   | 2.99            | 10,914  | 23,964         |
| Seobinggo-dong    | 서빙고동  | 西氷庫洞 | 2.82            | 5,345   | 14,377         |
| Bogwang-dong      | 보광동    | 普光洞   | 0.7             | 7,797   | 16,345         |
| Yongsan-gu        | 용산구    | 龍山區   | 21.87           | 108,516 | 245,245        |

## Các đơn vị kết nghĩa
- Dangjin, Hàn Quốc
- Sacramento, Mỹ
- Thiệu Hưng, Trung Quốc
- Tuyên Vũ, Trung Quốc
- Quy Nhơn, Việt Nam